# Amine Batanouni
Amine Hilmi al-Kadi Batanouni (1927 – 6 agosto 1999) è stato un cestista e dirigente sportivo egiziano.

## Carriera
Con l'Egitto ha conquistato il titolo di Campione d'Europa nel 1949.